# HD 23127 b
HD 23127 b – planeta pozasłoneczna, która krąży wokół gwiazdy HD 23127 po bardzo ekscentrycznej orbicie. Masa tego obiektu stanowi co najmniej 1,5 masy Jowisza. Jest on gazowym olbrzymem.